# Cilunculus galeritus
Cilunculus galeritus is een zeespin uit de familie Ammotheidae. De soort behoort tot het geslacht Cilunculus. Cilunculus galeritus werd in 1991 voor het eerst wetenschappelijk beschreven door Nakamura & Child. 